# Redcliffs (Nouvelle-Zélande)
Redcliffs est une banlieue hors de la côte de la ville de Christchurch,dans la région de Canterbury,située dans l’Île du Sud de la Nouvelle-Zélande.

## Localisation
La banlieue est l’accès le plus direct au centre-ville par une pénétrante, qui franchit l’estuaire de la rivière Avon Heathcote (en) et elle constitue donc la banlieue située immédiatement avant celle de Sumner. 
Par ailleurs, on peut accéder à Redcliffs à travers la ‘rue de la Baie de McCormack' ( 'McCormack's Bay Road'), qui fait le tour du périmètre de l'estuaire de la rivière Avon .
La route côtière allant de la banlieue de Redcliffs à celle de Sumner permet un accès plus rapide au port et aux banlieues de Lyttelton et les collines du port, formant une alternative, bien que plus longue, à la route passant par le centre-ville de la cité de Christchurch.

## Géologie
Redcliffs est caractérisée un relief de collines rocheuses, qui présentent de nombreuses grottes  naturelles sur ses flancs. Les falaises dominant la banlieue de Redcliffs sont caractéristiques de l’origine volcanique de la région. Elles sont teintées par le magma solide de couleur rouge.

## Toponymie
La banlieue tire son nom de son caractère physique le plus notable: sa couleur.

## Démographie
La banlieue est marquée par l’afflux de néo-zélandais standards et la valeur des propriétés qui est relativement haute avec un coût moyen des maisons, en moyenne de 450 000 NZ$ en 2006, ce qui explique que   
Redcliffs a un nombre très significatif de baby boomers, donc de retraités

## Loisirs
Le « Parc Barnett» qui a ouvert au public et a fourni les plus anciens programmes de loisir du grand Christchurch , est localisé au niveau du secteur de Redcliffs.

## Tremblement de terre de Christchurch de 2011
Contrairement au tremblement de terre de septembre 2010, Redcliffs et ses environs ont souffert de façon plus significative des dommages survenus lors du tremblement de terre du 22 février 2011 au niveau de Christchurch. 
Des douzaines de maisons devinrent inhabitables et des centaines de logements furent endommagés.
Il y eut une évacuation à grande échelle de plusieurs rues au sein de la ville dès 10 heures du soir le 24 février 2011 après que plusieurs falaises aux alentours se furent révélées instables. Le matin suivant, quelques rues ou des restes de portions de rues furent encore signalées comme dangereuses ,.
Le 7 mars 2011, des inspections géotechniques détaillées furent menées pour estimer les conséquences du séisme sur les terres situées à l’intérieur du cordon de sécurité, dans le but de le supprimer, et il fut effectivement levé le 8 mars 2011.
Néanmoins, les citoyens de Redcliffs ressentirent un manque presque total d’information de la part des autorités, qui établirent un centre d’information local seulement le 26 février 2011, suivi par une publication régulière à partir du 27 février 2011, et par la constitution de  deux sites web en soutien à la population.
Le 2 mars 20011, Peter Hyde, habitant de Redcliffs, lança un appel pour obtenir plus d'aide, plus précisément des fournitures essentielles et des informations sur la banlieue qui s’avérait être la plus affectée des banlieues de Christchurch, plus particulièrement le nord de Redcliffs, telles que les zones de Parklands, Aranui, Bromle, Avonside, Bexley et New Brighton.